# Breda Ba.65
Breda Ba.65 là một loại máy bay cường kích của Aviazione Legionaria trong Nội chiến Tây Ban Nha và của Regia Aeronautica (Không quân Italy) trong Chiến tranh thế giới II. Nó là máy bay cường kích duy nhất của Italy tham chiến. Nó có mặt ở hầu hết các chiến trường, trừ mặt trận Bắc Phi. Tổng cộng có 55 chiếc được xuất khẩu cho Iraq, Chile và Bồ Đào Nha.

## Biến thể
Ba.65
Một chỗ
Ba-65bis
Máy bay ném bom hai chỗ
Ba-65bis
Máy bay huấn luyện hai chỗ

## Quốc gia sử dụng
Ý
- Regia Aeronautica

 Iraq
- Không quân Hoàng gia Iraq

 Chile
 Paraguay
- Không quân Paraguay

 Bồ Đào Nha
 Tây Ban Nha
- Không quân Tây Ban Nha

## Tính năng kỹ chiến thuật (Ba.65)
Dữ liệu lấy từ The Encyclopedia of Weapons of World War II
Đặc điểm tổng quát
- Kíp lái: 1
- Chiều dài: 9,30 m (30 ft 6,1 in)
- Sải cánh: 12,10 m (39 ft 8,4 in)
- Chiều cao: 3,20 m (10 ft 6 in)
- Diện tích cánh: 23,5 m² (253 ft²)
- Trọng lượng rỗng: 2.400 kg (5.300 lb)
- Trọng lượng cất cánh tối đa: 2.950 kg (6.500 lb)
- Động cơ: 1 × Fiat A.80 RC.41, 746 kW (1.000 hp)

 Hiệu suất bay 
- Vận tốc cực đại: 430 km/h (230 kn, 270 mph)
- Tầm bay: 550 km (342 mi)
- Trần bay: 6.300 m (20.670 ft)

Trang bị vũ khí

- Súng: * 2 súng máy Breda-SAFAT 12,7 mm (.50 in)
- 2 súng máy Breda-SAFAT 7,7 mm (.303 in)
- Bom: 500 kg (1.102 lb)